# Domus de Maria
Domus de Maria es un municipio de Italia de 1.545 habitantes en la provincia de Cerdeña del Sur, región de Cerdeña. Está situado a 50 km al suroeste de Cagliari.
En su territorio se documentan evidencias de ocupación nurágica, fenicia, cartaginesa y romana.

## Evolución demográfica
| Gráfica de evolución demográfica de Domus de Maria entre 1861 y 2001 |
|                                                                      |
| Fuente ISTAT - Elaboración gráfica de Wikipedia                      |